# Atoss
ATOSS é uma empresa alemã criada em 1987 e que fornece softwares para soluções de tecnologia de gerenciamento de recursos humanos e consultoria para implantação de pessoal.
O software de gerenciamento de força de trabalho digital on-line, integra gerenciamento de tempo, agendamento de força de trabalho, implantação de pessoal utilizada para a demanda, planejamento de requisitos de pessoal e registro de tempo móvel.
A maior parte de seu faturamento vem de vendas de licenças de seus softwares.
A companhia tem mais de 15.000 clientes em 50 países e sua sede fica em Munique na Alemanha.

## História
A empresa foi fundada por Andreas Obereder em Munique no ano de 1987.
Em 1999, a ATOSS foi convertida em uma sociedade anônima, seguida pelo IPO em 21 de março de 2000.
Em 2003, a empresa foi admitida no Prime Standard da Bolsa de Valores de Frankfurt.
Em 2004, um local de desenvolvimento foi aberto em Timișoara, Romênia.
Desde 2015, todos os seus todos os pacotes de produtos ATOSS estão disponíveis na nuvem.
Em 1 de julho de 2021, a ATOSS Software AG foi admitida no SDAX da Deutsche Börse. Além disso, a ATOSS foi incluída no TecDAX da Deutsche Börse AG como uma das cinco empresas de software alemãs, com negociação a partir de 10 de maio de 2023.
Em junho de 2023, a companhia estadunidense de private equity General Atlantic comprou cerca de 20% das ações da Atoss e se tornou o segundo maior acionista da empresa, ficando atrás apenas do fundador  Andreas Obereder.
Em junho de 2024, a ATOSS se tornou uma Societas Europaea, a mudança na forma jurídica aconteceu após aprovação pelos acionistas em assembleia geral em 30 de abril de 2024.

## Locais de operações
Além da sede em Munique, existem filiais em Berlim, Frankfurt, Hamburgo, Stuttgart, Meerbusch, Osnabrück e fora da Alemanha tem filiais em Bruxelas (Bélgica), Utrecht (Países Baixos), Paris (França) e Estocolmo (Suécia). Existem também subsidiárias em Viena (Áustria), Zurique (Suíça), Timișoara e Sibiu (Romênia).